# Outokumpu
Outokumpu (do 1968 Kuusjärvi) − miasto i gmina w Finlandii w regionie Karelia Północna. W 2011 roku zamieszkiwanie przez 7 403 osoby. Powierzchnia wynosi 584,06 km², z czego 138,22 km² stanowi woda.
W Outokumpu urodziła się Anna Puu, fińska piosenkarka pop.

## Sąsiadujące gminy
- Heinävesi
- Kaavi
- Liperi
- Polvijärvi
- Tuusniemi

## Wsie
Kalaton, Kuusjärvi, Kokonvaara, Maljasalmi, Rikkaranta, Sysmä, Taipale, Varislahti, Viuruniemi, Ulla, Alavi, Harmaasalo, Törisevä, Vuonos, Kuminvaara, Sätös, Paloniemi

## Miasta partnerskie
- Kohtla-Järve, Estonia[3]